# Aspice
Aspice è una frazione del comune cremonese di Corte de' Frati posta ad est del centro abitato quasi senza soluzioni di continuità.

## Storia
La località era un piccolo villaggio agricolo di antica origine del Contado di Cremona con 339 abitanti a metà Settecento. Nel Medioevo, il centro abitato maggiore, non lontano da Grontardo, erano le Domus de Sovinatis (Ca' de' Sovinati), che prendevano il nome dai Sovinati, una famiglia cremonese di milites e vassalli diretti del monastero di Santa Giulia di Brescia. Nel Quattrocento, poi, si nota già la dicitura di Aspice de' Sovinati e, quindi, del solo Aspice.
In età napoleonica, dal 1810 al 1816, Aspice fu già frazione di Corte de' Frati essendosi fusa con Alfiano già nel 1805, ma recuperò l'autonomia con la costituzione del Regno Lombardo-Veneto.
I governanti tedeschi tornarono però sui loro passi nel 1823, e annessero nuovamente il comune di Aspice ad Alfiano, decenni dopo a sua volta ancora confluito in Corte de' Frati.